# Star Wars: Dark Forces
Star Wars: Dark Forces fue el primer FPS basado en el universo de Star Wars y uno de los primeros videojuegos en comercializarse en formato CD-ROM por las secuencias de video que incorporaba, que ocupaban un considerable tamaño para la época.

## Argumento
El protagonista del videojuego es un mercenario llamado Kyle Katarn, que trabaja para la Alianza Rebelde. En la primera misión ha de robar los planos de la Estrella de la Muerte, pero más adelante el hilo argumental se desvía de las películas, llevando al protagonista a enfrentarse con las misteriosas Dark Forces del Imperio Galáctico.
Las secuelas de la saga Dark Forces llevan al protagonista a convertirse en un Caballero Jedi.

## Ficha técnica
El entorno en el que se desarrolla la acción es completamente 3D, pero sin explorar al máximo esta característica. Aunque los gráficos están basados en sprites, algunos elementos, como los cañones láser, por ejemplo, están hechos completamente en 3D.
Hay disponibles 10 tipos de armas diferentes, algunas de ellas contando con 2 modalidades de disparo.
Aunque el juego mostraba gráficos de baja resolución (320x200), el acabado de las texturas, el detalle de los mapas y el realismo de algunos detalles (ej: elementos de los decorados que se podían romper) proporcionaron a muchos jugadores de la época una experiencia muy inmersiva en el mundo de La Guerra de las Galaxias.
El fallo más notable del videojuego posiblemente fuese la escasa inteligencia artificial que mostraban los enemigos, cuyo comportamiento parecía reducirse a acercarse al protagonista y dispararle a descubierta.
Cabe también destacar que Dark Forces dejó de funcionar en versiones posteriores a Windows 98. Para poder disfrutar de él en sistemas operativos posteriores es recomendable utilizar algún emulador de MS-DOS, como por ejemplo DOSBox. Esta es la manera en que es distribuido por tiendas de videojuegos en línea especializadas, como Steam o Good Old Games.